# Chaetodon smithi
Chaetodon smithi är en fiskart som beskrevs av Randall, 1975. Chaetodon smithi ingår i släktet Chaetodon och familjen Chaetodontidae. IUCN kategoriserar arten globalt som livskraftig. Inga underarter finns listade i Catalogue of Life.